# Corrie Winkel
Kornelia „Corrie” Winkel, po mężu Vink (ur. 26 lutego 1944 w Groningen) – holenderska pływaczka, srebrna medalistka olimpijska z Tokio.
Specjalizowała się w stylu grzbietowym i zmiennym. Zawody w 1964 były jej jedynymi igrzyskami olimpijskimi i zajęła drugie miejsce w sztafecie 4 × 100 metrów stylem zmiennym. Tworzyły ją ponadto Klenie Bimolt, Ada Kok i Erica Terpstra. W 1962 zdobyła srebro mistrzostw Europy (100 m grzbietem).